# Eurysteusz

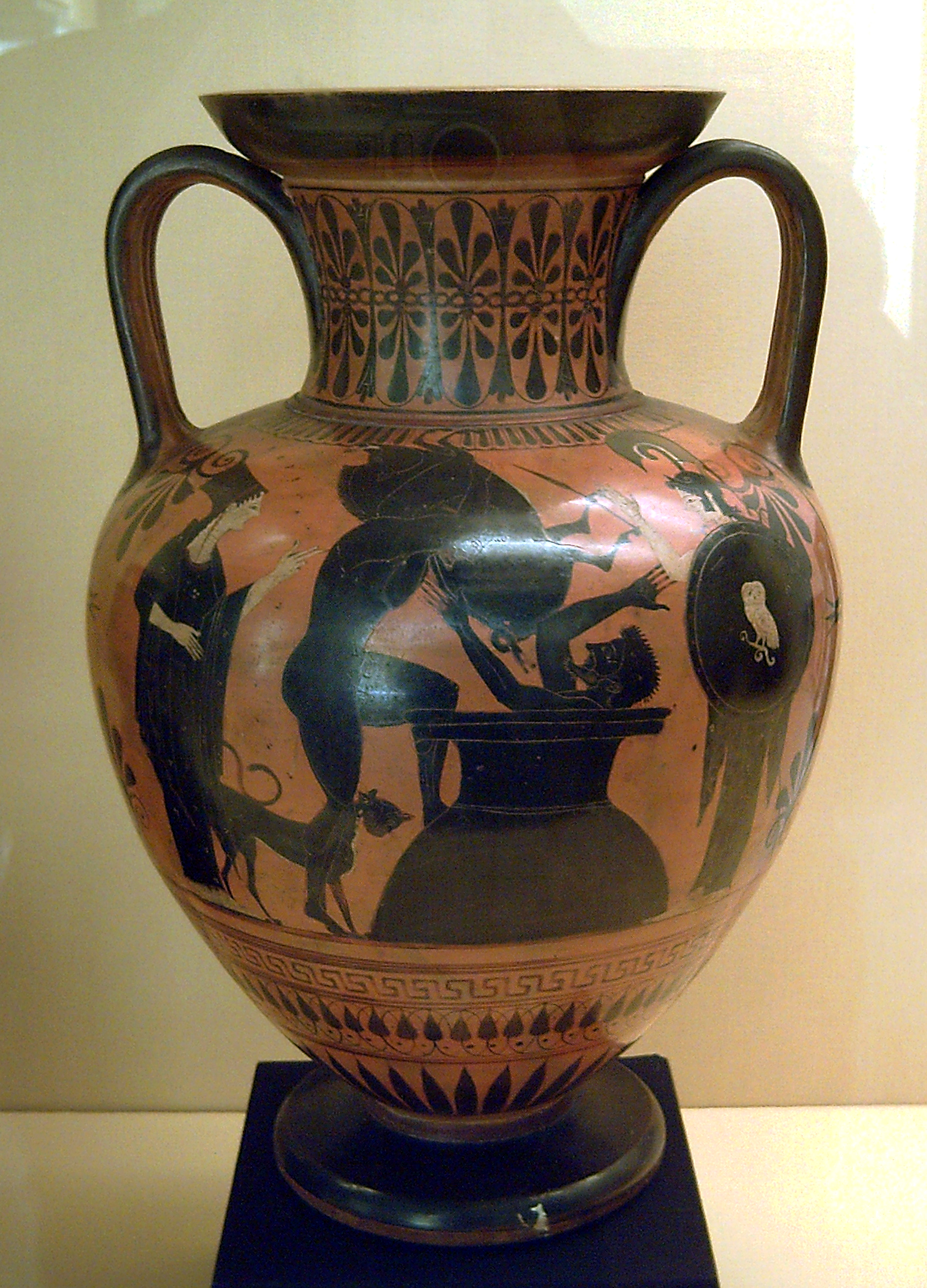
Herakles przynosi Eurysteuszowi dzika erymantejskiego w ramach jednej z prac. Król Myken bojąc się Heraklesa chował się przed nim w beczce

Eurysteusz (gr. Εὐρυσθεύς) – król Myken, syn Nikippe i Stenelosa, syna Perseusza i Andromedy.
Został królem Myken dzięki podstępowi Hery. Zeus oczekiwał narodzin Heraklesa, swojego syna z Alkmeną (wnuczką Perseusza), zamierzając uczynić go królem Myken. Zazdrosna Hera wymusiła na nim obietnicę, że królem zostanie dowolny potomek Perseusza, który urodzi się przed zachodem słońca. Następnie przyśpieszyła narodziny Eurysteusza po 7 miesiącach ciąży, opóźniając jednocześnie przyjście na świat Heraklesa, tak, aby urodził się po Eurysteuszu. Eurysteusz okazał się być przeciwieństwem Heraklesa – był słaby fizycznie i moralnie, tchórzliwy i niegodny władzy, którą miał nad herosem. Herakles musiał wykonać dla Eurysteusza dwanaście prac, w ramach pokuty za zabicie własnej żony i dzieci. Po śmierci herosa Eurysteusz w obawie przed zemstą jego potomków wypędził ich z Myken. Według różnych wersji Eurysteusz miał zginąć z ręki Hyllosa (syna Heraklesa) w czasie ucieczki lub został stracony na rozkaz Alkmeny (matki Heraklesa) w Atenach.